# E-ZUKAスマートフォンアプリコンテスト
e-ZUKAスマートフォンアプリコンテストは、福岡県飯塚市が2012年から主催しているスマートフォンやタブレット向けアプリケーションのコンテストである。
全国から応募可能で、学生や社会人なども不問。毎年、企業や主催者からいくつかのテーマが出題され、いずれかのテーマを選択して開発する。

## 2012年受賞作品
- グランプリ[2]
  - 「ここピン！」 - ここピン！開発チーム

### 各テーマ賞
- アスキー・メディアワークス賞
  - 「SharePub」 - 齋藤 暢郎
- サミーネットワークス賞
  - 「Battle of beetle Breeders」 - Project BoBB
- シャープ賞
  - 「Recipe Match」 - 武田 勝輝
- パソナテック賞
  - 「まったく新しい仕組みの英単語帳 Diclog」 - 荒川 豊
- バンダイナムコゲームス賞
  - 「のぞくな危険!?」 - ICT48 Team-H
- 飯塚市長賞
  - 「ここピン！」 - ここピン！開発チーム

## 2013年受賞作品
- グランプリ[3]
  - 「アマチュア写真家向け撮影支援アプリ、Phorec」 - ナッタプーム アモーンパチャラ－

### 各テーマ賞
- NHNPlayArt賞
  - 「おもひでならべ」 - チーム名「開始」
- 九州インターメディア研究所賞
  - 「スマパト!!」- チーム名「プログラミング同好会 teamT」
- シャープ賞
  - 「おそとdeすまーと家族」 - チーム名「RAS+1」
- トヨタ自動車九州賞
  - 「ころころドライブ」 - 深川公介
- パソナテック賞
  - 「Presly」 - チーム名「P&D Presly Team」
- マイナビ賞
  - 「工大祭アプリ」 - チーム名「P&D ピッチピチの編入's」
- 飯塚市長賞
  - 「ほうこく！ ～ 飯塚市協働レポート作成アプリ ～」 - 小柳考啓

### 企業賞
- ビットアイル賞
  - 「Presly」 - チーム名「P&D Presly Team」
- セガネットワークス賞
  - 「おそとdeすまーと家族」 - チーム名「RAS+1」
- BBA賞
  - 「おそとdeすまーと家族」 - チーム名「RAS+1」

## 2014年受賞作品
- グランプリ（最優秀賞）[4]
  - 「ご当地BIJINナビ」 - TKS

### 各テーマ賞
- 九州インターメディア研究所／デジタルハリウッド福岡校賞
  - 「えにっき超」 - チーム クリエイト＆イノベイト
- シャープ賞
  - 「cocodoa」 - カデムーン
- トヨタ自動車九州賞
  - 「KOMACHIZU」 - 小町達～こまちーず～
- ドルフィン・ブラウザ賞
  - 「eventry」 - チームeventry
- 西日本鉄道賞
  - 「かい＋らくバス」 - にししす４
- ハウインターナショナル賞
  - 「STLINK」 - Chack&sell
- BIJIN&Co.（ビジンアンドカンパニー）賞
  - 「ご当地BIJINナビ」 - TKS
- LINE Fukuoka賞
  - 「Recurshare（リカーシェア） インターネットレスでアプリ拡散」 - 松本 誠義、荒川 豊
- 飯塚市長賞
  - 「学フェス」 - P&D 学フェスチーム

### 企業賞
- セガネットワークス賞
  - 「これ試験にでるぞー」 - おこい
- パソナテック賞
  - 「新しい友だち登録」 - T-KIZ
- ビットアイル賞
  - 「学フェス」 - P&D 学フェスチーム
- BBA賞（ニコニコ生放送による視聴者投票）
  - 「bijin-wearable」 - ラストシューティング
- オーディエンス賞（投票アプリによる来場者等の投票）
  - 「みんドラ」 - 全力背筋
- 福岡県Ruby・コンテンツビジネス振興会議主催の「福岡ビジネス・デジタル・コンテンツ賞」
  - 「eventry」 - チームeventry